# Trigonella caerulea
Il fieno greco blu (Trigonella caerulea (L.) Ser.)  è un'erba annuale della famiglia delle Fabaceae.

## Descrizione
Il fieno greco blu ha un'altezza compresa tra i 30 e i 60 cm. Le sue foglie, che sono obovate o lanceolate, hanno una lunghezza compresa tra i 2 e i 5 cm e una larghezza di 1 o 2 cm e sono seghettate nella parte superiore. I peduncoli fiorali sono racemi compatti e globosi più lunghi delle foglie. I sepali sono due volte più corti della corolla, i suoi denti sono uguali al tubo. La corolla è lunga 5,5-6,5 mm e di colore blu. I baccelli sono eretti o leggermente ricurvi, compressi, lunghi 4–5 mm con becco di 2 mm. I semi sono piccoli e allungati. La pianta fiorisce ad aprile e maggio, i semi maturano a maggio e giugno. È autoimpollinato.

## Usi
I semi, i baccelli e le foglie del fieno greco blu vengono utilizzati in cucina. L'odore e il sapore sono simili al fieno greco, ma più delicati.
Il fieno greco blu è un ingrediente alla base della cucina georgiana, dove è conosciuto come ulumbo (in georgiano ულუმბო?) oppure utskho suneli (in georgiano უცხო სუნელი?) e viene usato per preparare, ad esempio, la miscela di spezie che prende il nome di khmeli suneli. In Svizzera viene utilizzato per aromatizzare il tradizionale formaggio schabziger.